# خندان سلطان
خندان سلطان (زاده ۱۵۶۸ یونان – مرگ ۲۶ نوامبر ۱۶۰۵) همسر اول محمد سوم و والده سلطان احمد یکم بود. وی یکی از زنان قدرتمند در دوره سلطنت زنان بود.

## همسر سلطان
خندان سلطان اصالتی بوسنیایی داشت و نام اصلی‌اش هلنا بوده است. او توسط جراح محمد پاشا همسر گوهرخان سلطان فرماندار روملیا در سال ۱۵۸۴ به محمد سوم هدیه شد. محمد او را خندان نامید (به معنای خوش خنده).
خندان در سال ۱۵۸۴ همراه با همسرش به مانیسا رفت. در سال ۱۵۸۵ شاهزاده سلیم و در سال ۱۵۸۸ شاهزاده احمد را به دنیا آورد. بعد از اینکه همسرش در سال ۱۵۹۵ به سلطنت رسید ، همراه با فرزندانش به استانبول رفت. او به عنوان مادر شاهزاده ولیعهد تا سال ۱۵۹۷ مقام بالایی داشت.
بعد از مرگ شاهزاده سلیم ، شاهزاده محمود پسر دیگر محمد سوم از حلیمه سلطان ولیعهد سلطنت شد. خندان سلطان با هم‌ دستی صفیه سلطان برای جلوگیری از جانشین شدن محمود و کشته شدن پسرش احمد علیه او اقداماتی انجام داد تا اینکه در ژوئن ۱۶۰۳ شاهزاده محمود اعدام شد.

## والده سلطان
در ۲۰ دسامبر ۱۶۰۳ محمد سوم فوت شد و احمد یکم جانشین پدرش شد. خندان لقب والده سلطان را کسب کرد و در زمان سلطنت احمد روزانه ۱۰۰۰ آسپر دریافت می‌کرد. احمد در سال اول حکومتش موفق شد با کمک مادرش، صفیه سلطان را در ۹ ژانویه ۱۶۰۴ به کاخ قدیمی تبعید کند و خندان به مشاور سلطان تبدیل شد.
خندان سلطان از همان ابتدای سلطنت احمد وی متحدانی برای خود پیدا کرد. او دست بسیاری از افرادی که در حرم‌سرا به صفیه سلطان متصل بودند را کوتاه کرد و پسرش را تشویق می‌کرد تا اشخاصی با اصالت بوسنایی را به مناصب سیاسی برساند. وی با کمک مصطفی افندی (دبیر احمد) احمد را تشویق به نبرد با دشمان می‌کرد.
خندان سلطان برای اداره بهتر امپراتوری یک حزب سیاسی متشکل از ویز اعظم یاوز علی پاشا، درویش محمد پاشا، شیخ‌الاسلام مصطفی افندی، رئیس خواجگان حرم‌سرا حاجی مصطفی آقا و جراح محمد پاشا ایجاد کرد. هم‌چنین به‌عنوان واسطه میان احمد و سایر مقامات دولت و عزل و نصب وزیران نقش اساسی داشت.
خندان سلطان موقفه‌ای برای نگه‌داری از مقبره همسرش و دست‌مزد کارگران آن بنا کرد و هم‌چنین چندین موقوفه در استانبول، ادرنه و کوتاهیه ایجاد کرد ، به همین علت محبوبیت زیادی در نزد مردم پیدا کرده بود.

## مرگ
خندان سلطان از اوت سال ۱۶۰۵ بیمار شد در ۲۶ نوامبر همان سال درگذشت و در مقبره همسرش در ایا صوفیه دفن شد. سلطان احمد هفت روز عزای عمومی اعلام کرد و مقدار زیادی غذا برای او توزیع شد.

## فرزندان
خندان سلطان و محمد سوم صاحب سه پسر و دو دختر بودند
- فاطمه سلطان (۱۵۸۴ مانیسا – ؟ استانبول، در مقبره محمد سوم مسجد ایاصوفیه دفن شد)
- شاهزاده سلیم (۱۵۸۶ مانیسا – ۲۰ آوریل ۱۵۹۸ استانبول در مقبره مراد سوم در مسجد ایا صوفیه دفن شد)
- احمد یکم (۱۸ آوریل ۱۵۸۸ مانیسا – ۲۱ نوامبر ۱۶۱۷ استانبول در مقبره احمد یکم در مسجد آبی دفن شد)
- عایشه سلطان (۱۵۹۰ مانیسا – ؟ استانبول، در مقبره محمد سوم در مسجد ایاصوفیه دفن شد)
- شاهزاده سلیمان (۱۵۹۵ استانبول – ۱۶۰۱ استانبول، در مقبره مراد سوم در مسجد ایاصوفیه دفن شد)